# Browning M1917
Пулемёт Браунинга M1917 (Browning M1917) — станковый пулемёт, находившийся на вооружении Армии США до 1970-х годов. Использовался американской армией в двух мировых войнах, войне в Корее и Вьетнамском конфликте.

## История создания
В начале XX века в США велись работы по созданию более надёжного и эффективного пулемёта для замены устаревающих систем, таких как пулемёт Максима. В 1917 году Джон Браунинг представил свою конструкцию станкового пулемёта с водяным охлаждением, получившую обозначение M1917.
Пулемёт прошёл испытания в том же году и был принят на вооружение армии США. Его массовое производство началось в годы Первой мировой войны, однако значительное применение он получил лишь к концу конфликта.

## Производство
Производство пулемётов M1917 и M1917A1 было налажено по лицензии следующими американскими предприятиями:
Частные предприятия
- Colt’s Pattern Firearms Company (Хартфорд, Коннектикут)
- New England Westinghouse Company (Спрингфилд, Массачусетс)
- Remington Arms

- Union Metallic Cartridge Company (Бриджпорт, Коннектикут)

- High Standard Company (Хьюстон, Техас)
- Savage Arms Corporation (Уэстфилд, Массачусетс)
- Buffalo Arms Corporation (Буффало, Нью-Йорк)
- General Motors

- Frigidaire (Дейтон, Огайо)
- AC Spark Plug (Флинт, Мичиган)
- Saginaw Steering Gear Division (Сагино, Мичиган)
- Brown-Lipe-Chappin (Сиракьюс, Нью-Йорк)

- Kelsey Hayes Wheel Company (Детройт и Ромьюлус, Мичиган)

Казённые предприятия
- Рок-Айлендский арсенал (Рок-Айленд, Иллинойс)

## Варианты и модификации
Национальные
Модель с воздушным охлаждением оружия — Browning M1919 была принята после Первой мировой войны.
Зарубежные
В Швеции, компанией Carl Gustafs Stads Gevärsfaktori, производилась зенитная и авиационная модификации под индексом Kulspruta m/36 до 1958 года, когда на вооружение шведской армии был принят бельгийский единый пулемёт FN MAG. Первоначально выпускались под стандартный шведский патрон 6,5×55 мм и специальный 8×63 мм, но в 1966 был осуществлён переход на стандарты НАТО. Kulspruta m/36 был снят с вооружения только в 1995. Для Kulspruta m/36 использовалась тренога Пулемёта Шварцлозе.

## Эксплуатанты
- Австралия
- Аргентина
- Бельгия: использовался бельгийским контингентом ООН в Корейской войне;
- Великобритания
- Вьетнам
- Демократическая Республика Конго (бывшие шведские m/36)
- Доминиканская Республика
- Индонезия
- Малайзия
- Норвегия
- Польша: производился под обозначением Ckm wz.30.
- Республика Корея
- США: стандартный станковый пулемёт до замены в 1957 году на единый пулемёт М60. Продолжал службу в резерве и Национальной гвардии до 1960-х гг.
- Китайская Республика: локальное производство под патрон 7,92×57 мм[4]. Во время второй мировой войны из США по ленд-лизу поставлено 3663 М1917А1[5])
- Таиланд (Тип 66)
- Филиппины
- Франция: во время второй мировой войны из США по ленд-лизу поставлено 1545 М1917А1[5])
- Швеция: производился под обозначением Kulspruta m/36
- Южный Вьетнам